# Jardín botánico de Santa Catalina (Trespuentes)
El Jardín botánico de Santa Catalina o en euskera: Santa Katalina Lorategi Botanikoa, es un jardín botánico de unos 32.500 metros cuadrados de extensión que se encuentra en el municipio de Iruña de Oca, en el entorno de la Sierra Badaya, provincia de Álava, comunidad autónoma del País Vasco, España. Es miembro de la Asociación Ibero-macaronésica de Jardines Botánicos. 

## Localización

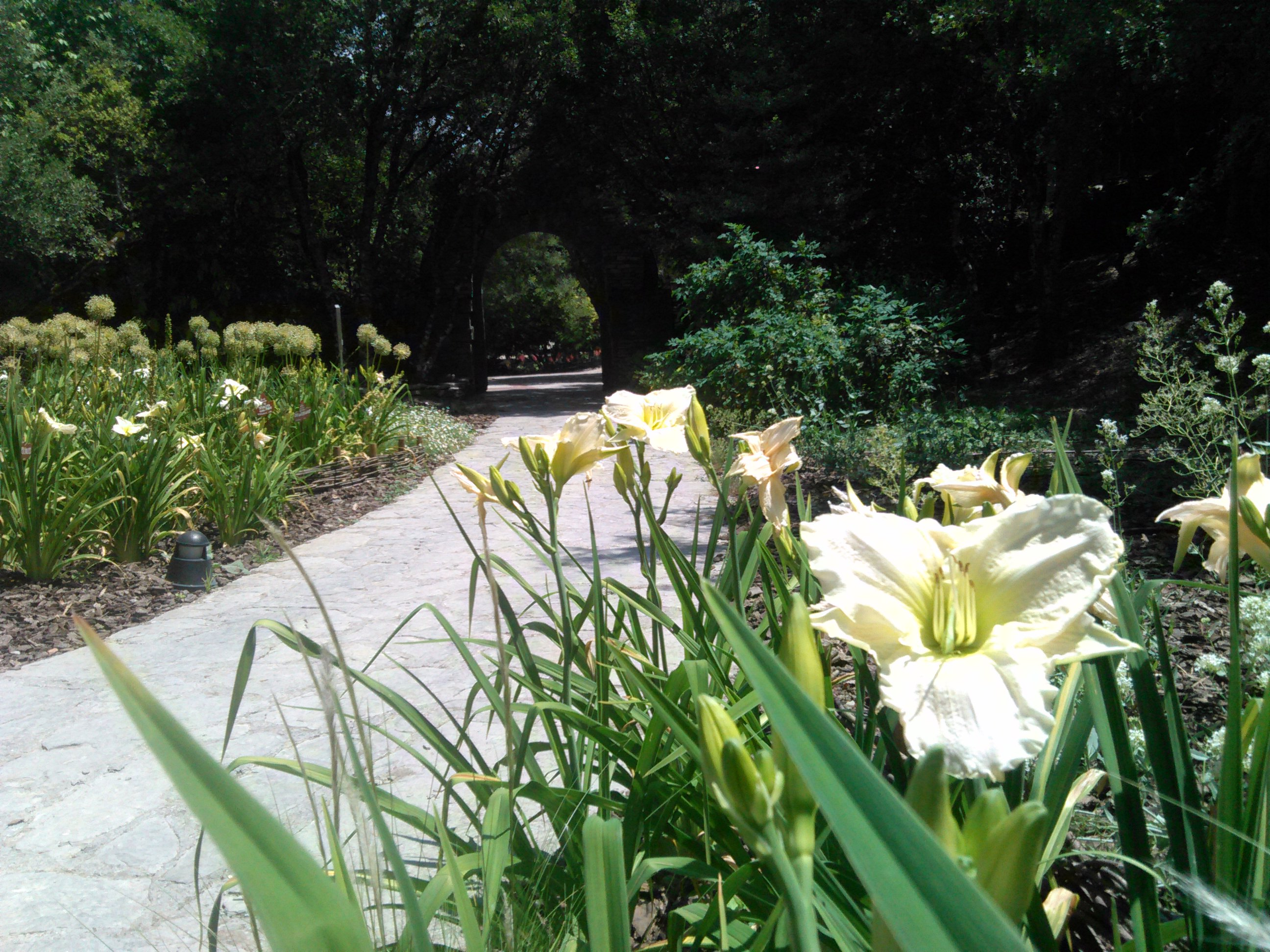
Entrada del jardín

Jardín botánico de Santa Catalina Centro de Interpretación, 01191 Trespuentes (Álava)
- Teléfono: 688 897048
- Correo electrónico: jardincatalina@gmail.com
- Horario de verano (mayo - septiembre):
  - Lunes a viernes: 10:00-14:00 h
  - Sábados, domingos y festivos: 10:00-20:00 h
- Horario de invierno (marzo-abril y octubre - noviembre):
  - Lunes a viernes: 10:00-14:00 h
  - Sábados, domingos y festivos: 11:00-15:00 h
- Resto del año: Cerrado desde el 30 de noviembre del 2018 hasta marzo 2019

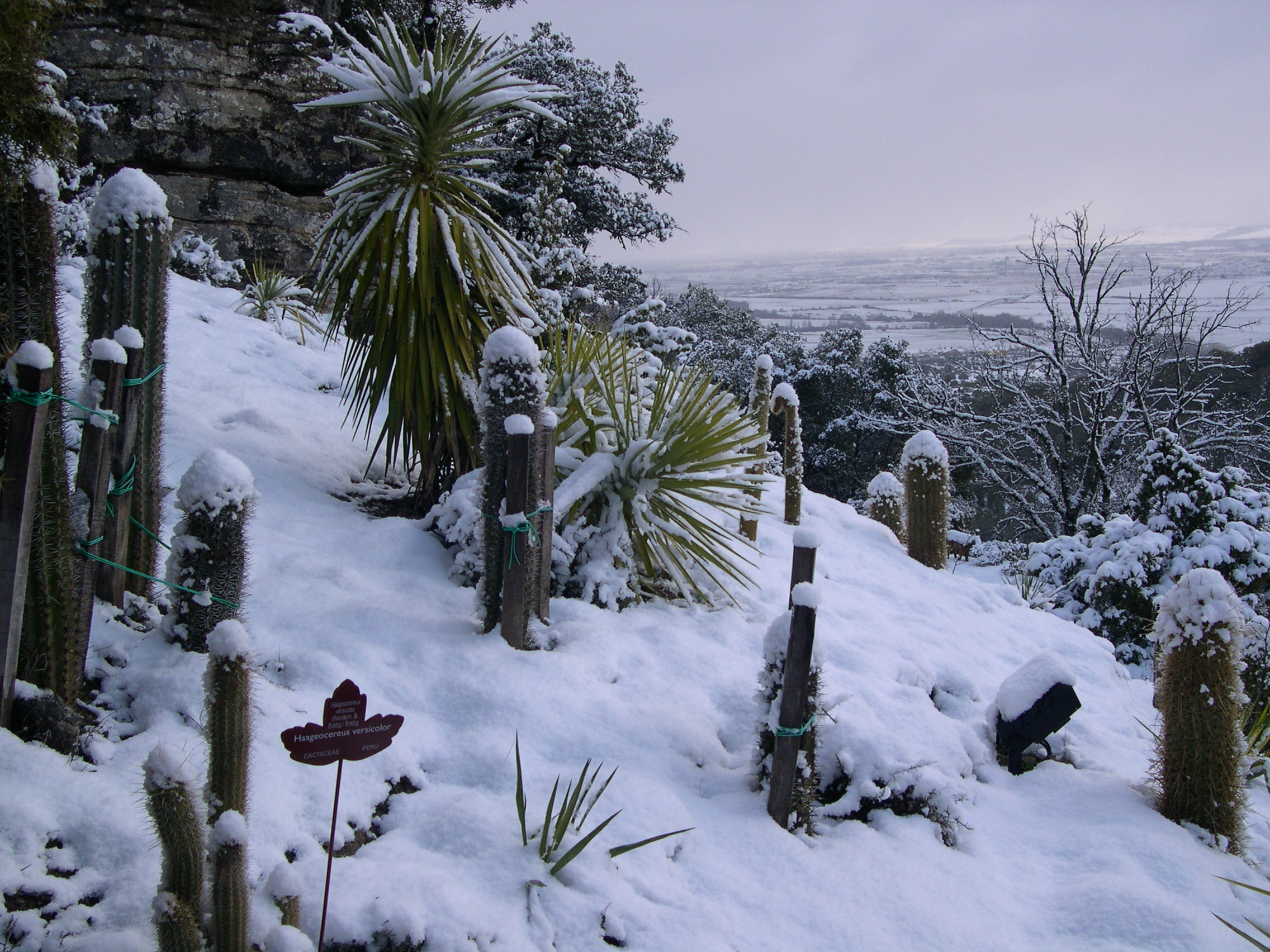
Plantas suculentas en invierno

### Cómo llegar
- Desde Vitoria, salir de Vitoria, en sentido Miranda de Ebro, tomar el desvío hacia Mendoza, nada más pasar el cruce de Víllodas, se llega a Trespuentes.
- Otra opción es dirigirse por la N-1 para enlazar con la A-3332.

Se sitúa sobre las ruinas del convento de Santa Catalina de Badaya entre el río Zadorra y la Sierra de Badaya, en el pueblo de Trespuentes, en el municipio de Iruña de Oca. A 12 km de Vitoria y 5 km de la capital del municipio, Nanclares de la Oca.
Para acceder al jardín existen 3 aparcamientos situados a lo largo de la subida al mismo. El primero se encuentra a alrededor de un kilómetro de distancia y tiene capacidad para 100 coches; el segundo, para 10 coches, está a unos 675 m y el tercero, para 60 coches, está a tan solo 75 m del jardín.

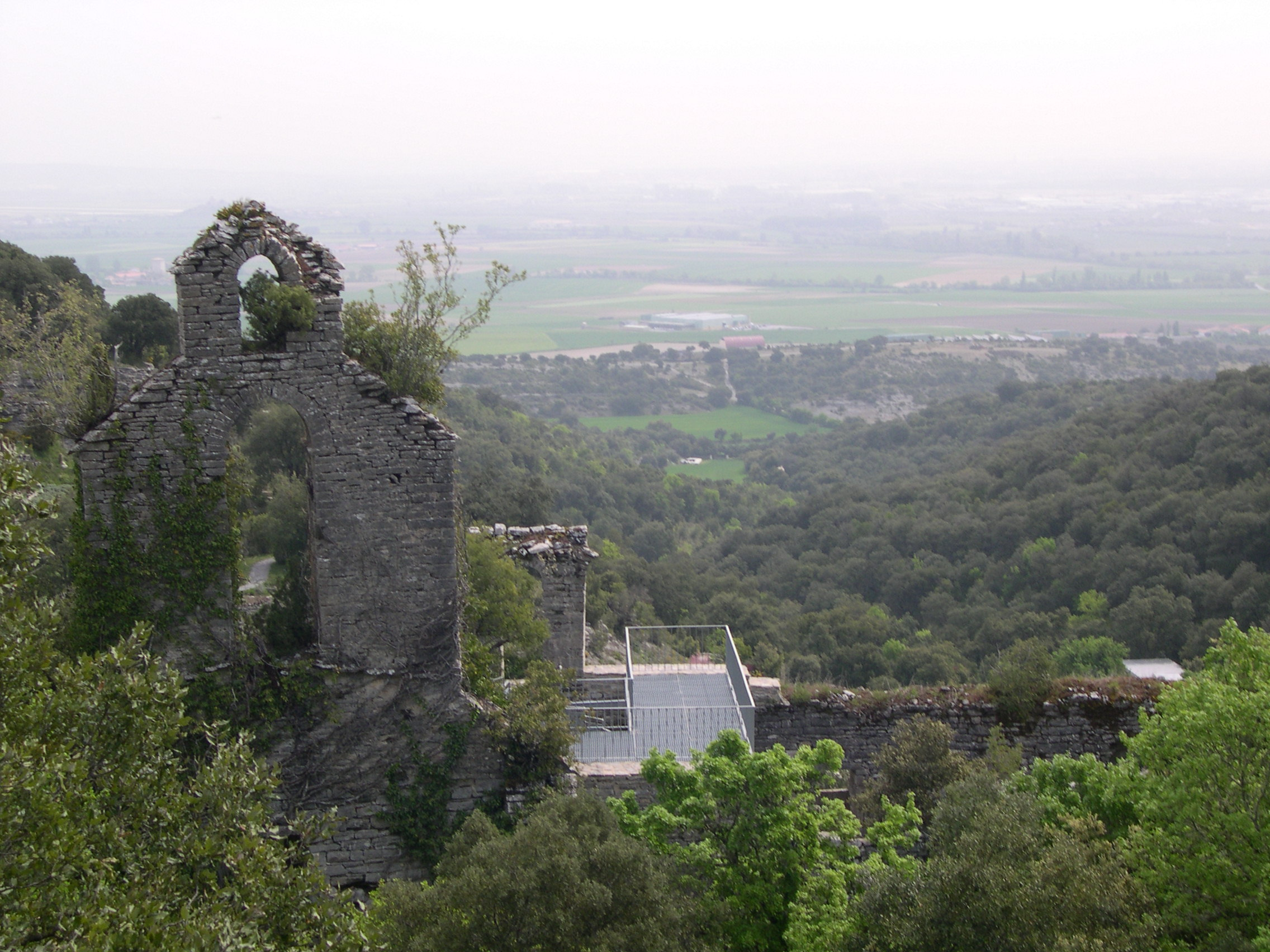
Vista de la espadaña

## Historia
Descendientes de la familia más poderosa de Iruña de Oca, fueron los que construyeron la casa torre en el siglo XIII, tiempo de revueltas feudales.
Siglo y medio después cuando hubo paz en la zona, los Iruña decidieron cambiar su lugar de residencia y construyeron una nueva edificación en Vitoria (la actual torre de doña Otxanda), y cedieron su antigua residencia a la orden de los Jerónimos.
Pocos años después pasó a manos de los frailes agustinos, que fueron los que construyeron el monasterio de Santa Catalina, y conservaron la vieja torre, a la que adosaron una iglesia con su correspondiente claustro.
En 1835 con la Desamortización de Mendizábal fue desocupado por los frailes. Y la ruina total se adueñó del recinto, en la primera guerra carlista fue reconvertido en cuartel de las tropas del pretendiente Don Carlos, siendo quemada posteriormente.
En 1999 el ayuntamiento de Iruña de Oca se hizo cargo del recinto y puso en marcha un plan director con el que se construyó actual jardín botánico, que fue inaugurado en 2003.

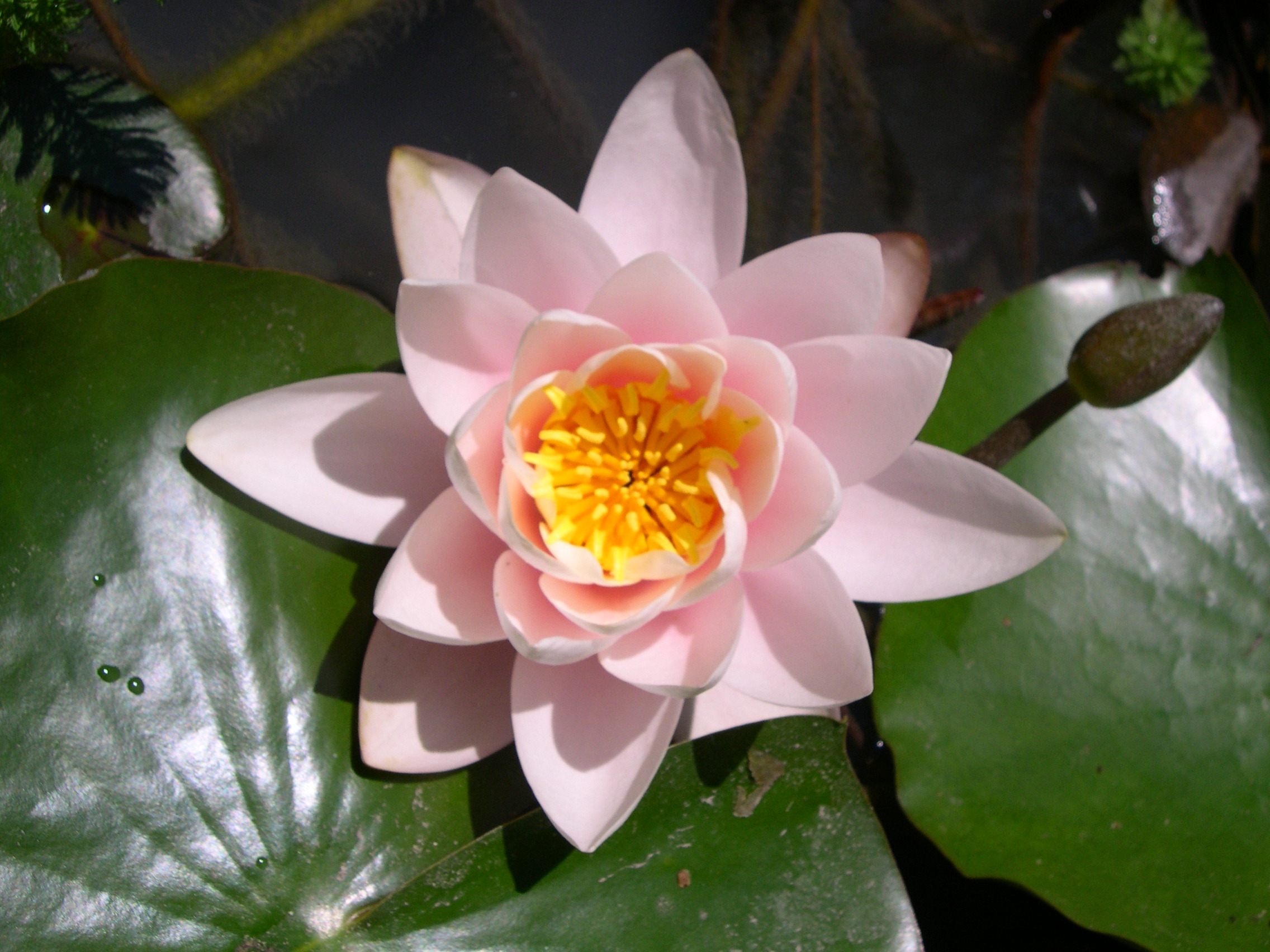
Floración estival del nenúfar

En 2012 se puso en marcha un segundo plan director cuyo objetivo fue la recuperación de las ruinas del monasterio, dar mayor difusión al jardín y ponerlo en valor para que fuera un atractivo turístico de la provincia de Álava.
En 2015 fue nombrado parque estelar Starlight del mundo, por ser considerado un lugar idóneo para realizar observaciones astronómicas.

## Colecciones
Con una extensión de 4 hectáreas el jardín se divide en tres zonas climáticas diferenciadas: umbría, zona de valle y solana. En el recorrido por el jardín podemos conocer tanto la vegetación autóctona de la Sierra de Badaya así como la flora traída de los cinco continentes.